# 丹增旺扎
丹增旺扎（1921年—2006年）藏族，西藏巴青县人，藏医学家、学者、苯教活佛、苯教古入江寺住持。

## 生平
1921年，丹增旺扎生于今巴青县的一个牧民家庭。他家有三个兄弟，他排行老二。他家世代信仰苯教。4岁起，他在家中练习读书写字。5岁时，在巴仓寺出家。巴仓为苯教的六大古氏族之一，巴仓寺也是苯教名寺。1925年到1935年，丹增旺扎出家为僧。16岁获格西学位，23岁开始学习藏医。1956年参加革命工作之后，在古入江寺从事文史资料整理工作。1959年，丹增旺扎再度出家为僧。文化大革命中，丹增旺扎被打成反革命分子。1972年落实政策后，丹增旺扎在阿里地区人民医院藏医科工作。1984年，阿里地区藏医院成立，丹增旺扎出任首任院长。1984年10月10日，在丹增旺扎的奔波之下，位于冈底斯山脚下的冈底斯山藏医学校成立，丹增旺扎出任首任校长。
丹增旺扎历任新疆维吾尔自治区第四届政协委员，西藏自治区政协委员、第八届全国政协委员、中国佛教协会理事、中国佛教协会西藏分会常务理事、阿里地区佛教协会会长、阿里地区政协副主席。丹增旺扎曾先后为医疗事业及灾区捐款213.5408元人民币，培养了许多藏医人才。
他虽然身为第八届全国政协委员，但从未参加过全国政协会议，因为每年开会时，阿里都是大雪封山，无法出山。
晚年，丹增旺扎常在山崖上的修行洞闭关，该洞是苯教大师真巴南喀的修行洞。

## 著作
- 《藏医学》
- 《藏医临床治疗》
- 《藏医配方》
- 《天文历算》
- 《阿里藏医史》
- 《阿里历史宝典》
- 《苯教史》（上下册）
- 《神山神湖简介》